# Насреща Люба Кулезич
Насреща Люба Кулезич е публицистично новинарско шоу с водещ Люба Кулезич, излъчвано по ТВ7. Излъчва се от 3 април 2011 г. до 24 февруари 2013 г. всяка неделя от 9.00 до 11.45 ч. 
На 17 септември 2016 г. се излъчва „апокрифно“ издание. Първоначалният план е шоуто да се завърне от 17 септември 2016 всяка събота и неделя от 9 до 11.30 часа. Един час преди началото стартира "старият нов" сутрешен блок "Добро утро, България", където водещият Асен Иванов обявява, че извънредно Насреща Люба Кулезич се налага да започне по-рано от отреденият час, тъй като много от техниката на ТВ7 е взета. Въпреки това минути след началото на апокрифното издание, по заповед на Съвета за електронни медии (СЕМ), ТВ операторите като Близу, Виваком и Евроком спират сигнала за излъчването на ТВ7. Точно това е и последният ефир на телевизията преди да бъде спряна окончателно. Цялото апокрифно издание е качено в Ютуб канала на Люба Кулезич.

## Сюжет
Целта на предаването, което е част от уикенд блока „Блок 7“, е да забавлява и привлича зрителите и да върне понятието „журналистика” на мястото му. Място ще имат както лица с висок обществен ранг, така и обикновените хора, които са недооценени от обществото.
Ще има много живи връзки, сензационни сюжети, както и материали, заснети извън страната. Във всяко издание ще се канят гости по значими теми, а основният гост в студиото ще бъде в рубриката „Честно казано”. Предаването е копродукция между ТВ7 и „Дом продакшънс” ООД.

## Сезони
| Сезон | Сезон             | ТВ канал | Година    | Епизоди | Старт             | Финал             |
| ----- | ----------------- | -------- | --------- | ------- | ----------------- | ----------------- |
|       | 1                 | ТВ7      | 2011      | 14      | 3 април 2011      | 3 юли 2011        |
|       | 2                 | ТВ7      | 2011-2012 | 47      | 4 септември 2011  | 15 юли 2012       |
|       | 3                 | ТВ7      | 2012-2013 | 24      | 16 септември 2012 | 24 февруари 2013  |
|       | Апокрифно издание | ТВ7      | 2016      | 1       | 17 септември 2016 | 17 септември 2016 |

## Рубрики
- „Забравените новини” – най-шокиращото и атрактивното от света - през час в предаването;
- „Новите досиета”;
- „Закуска в Тифани” – ранни бързи коментари за книги, кино, сцена, подиум и пр.;
- „Последните мохикани” – настоящето на бивши знаменитости от всички сфери на живота;
- „Каквито бяхме” – детските и младежките снимки на известни и значими хора през сегашния им поглед и коментар;
- „Светът според Ласкин” – авторски коментари по теми от седмицата на прословутия актьор Иван Ласкин ;
- „Новите вицове на Шкумбата” – стенд-ъп шоу;
- „Топла връзка” – живи връзки, сензационни сюжети и личности извън; студиото, извън страната и пр.
- „Модерното зло” – новите болести, пристрастявания, култове, религиозни бягства – жертвите и познавачите;
- „Честно казано” - основен гост.